# جير هينينج براتن
جير هينينج براتن (بالنرويجية البوكمول: Geir Henning Braaten)‏ هو عازف بيانو نرويجي، ولد في 29 أكتوبر 1944 في أوسلو في النرويج.

## وصلات خارجية
- جير هينينج براتن على موقع ميوزك برينز (الإنجليزية)
- جير هينينج براتن على موقع أول ميوزيك (الإنجليزية)
- جير هينينج براتن على موقع ديسكوغز (الإنجليزية)